# Млечина, Ирина Владимировна
Ири́на Влади́мировна Мле́чина (род. 26 марта 1935, Москва) — советский и российский литературовед, германист, переводчик с немецкого языка, журналистка. Переводчица и биограф лауреата Нобелевской премии по литературе Гюнтера Грасса.

## Биография
Ирина Млечина родилась 26 марта 1935 года в Москве.
В 1957 году окончила Московский государственный педагогический институт иностранных языков. В 1961 году начала печататься. В 1966—1971 годах была собственным корреспондентом «Литературной газеты». В 1972 году работала в издательстве «Прогресс», в 1972—2000 годах — в Институте мировой литературы имени А. М. Горького АН СССР (с 1991 года — ИМЛИ РАН).
Переводчик с немецкого языка прозы Альфреда Андерша. Работы самой Млечиной переводились на немецкий язык.
В 1986 году защитила диссертацию на соискание учёной степени доктора филологических наук.
Член КПСС (1969—1990).

### Семья
- Отец — Владимир Михайлович Млечин (1901—1970), советский администратор культуры, театральный критик[3].
- Второй муж — Виталий Александрович Сырокомский (1929—2006), советский журналист[2].
- Сын — Леонид Михайлович Млечин (р. 1957), советский и российский журналист[2].

## Участие в творческих и общественных организациях
- Член Союза журналистов СССР (с 1971)[2].
- Член Союза писателей СССР (с 1978)[2].

### Книги

#### Монографии, журналистика
- Мельников Даниил, Млечина Ирина, Сагателян Михаил, Сырокомский Виталий. Гамбург — Бонн — Мюнхен / Редактор Г. Крылова. — М.: Международные отношения, 1969. — 96 с. — 25 000 экз.
- Млечина И. В. Литература и «общество потребления». Западногерманский роман 60-х — начала 70-х гг. — М.: Художественная литература, 1975. — 240 с. — (Литература за рубежом. Век XX). — 10 000 экз.
- Млечина И. В. Жизнь романа. О творчестве писателей ГДР 1949—1980 гг. — М.: Советский писатель, 1984. — 367 с. — 8000 экз.
- Млечина И. В. Типология романа ГДР / Ответственный редактор П. М. Топер. — М.: Наука, 1985. — 303 с. — 1100 экз.
- Млечина И. В. Уроки немецкого. Век ХХ. — М.: Прогресс-Культура, 1994. — 239 с. — 1000 экз. — ISBN 5-01-004274-6.
- Млечина И. В. Человек перед выбором. Творчество Альфреда Андерша. — М.: Наследие, 1998. — 500 экз.
- Млечина И. В. Гюнтер Грасс. — М.: Молодая гвардия, 2015. — 320 с. — (Жизнь замечательных людей). — ISBN 978-5-235-03835-6.

#### Редактор
- Идеологическая борьба и современная культура Запада / Редактор И. В. Млечина. — М.: Наука, 1988. — 296 с. — 1800 экз. — ISBN 5-02-011401-4.

#### Переводы
- Валентин Томас. Без наставника / Переводчики с немецкого Ирина Млечина, Серафима Шлапоберская. — М.: Молодая гвардия, 1969. — 304 с. — 65 000 экз.
- Андерш Альфред. Винтерспельт / Перевод с немецкого Ирины Млечиной. — М.: Художественная литература, 1979. — 477 с.
- Бройн Гюнтер де. Избранное / Составитель Н. Литвинец; перевод с немецкого Ирины Млечиной. — М.: Прогресс, 1982. — 560 с. — (Библиотека литературы Германской Демократической Республики). — 50 000 экз.
- Вёсс Фриц. Вечно жить захотели, собаки? / Переводчики с немецкого В. Иванова, Агнесса Кун, Ирина Млечина, Марина Текегалиева. — М.: Новое время, 1993. — 512 с. — 10 000 экз. — ISBN 5-86606-058-2.
- Грасс Гюнтер. Собрание сочинений в четырех томах / Составитель Евгения Кацева; перевод с немецкого Ирины Млечиной. — Харьков: Фолио, 1997. — Т. 1. — 654 с. — (Вершины). — 3000 экз. — ISBN 966-03-0048-4.
- Андерш Альфред. Занзибар, или Последняя причина / Перевод с немецкого Ирины Млечиной. — М.: Прогресс-Традиция, 2002. — 464 с. — 1000 экз. — ISBN 5-89826-086-2.

### Статьи
- Пуришев Б. И., Генин Л. Е., Тураев С. В., Фрадкин И. М., Копелев Л. З., Млечина И. В. Немецкая литература // Краткая литературная энциклопедия  / Главный редактор А. А. Сурков. — М.: Советская энциклопедия, 1968. — Т. 5. — С. 189.
- Млечина И. В. Нова ли «новая литература»? // Современная литература за рубежом: литературно-критические статьи. Сборник 4  / Составитель П. М. Топер. — М.: Советский писатель, 1975. — С. 57—95.
- Млечина И. В. Вольфганг Кёппен и его «злые книги» // Иностранная литература. — 1976. — № 4.
- Млечина И. В. Художник, творчество, жизнь (Читая книги писателей ГДР) // Иностранная литература. — 1981. — № 6.
- Млечина И. В. В поисках позитивной программы // Вопросы литературы. — 1976. — № 2.
- Млечина И. В. Трудный поиск истины: о некоторых тенденциях в развитии романа ГДР 60—70-х годов // Современная литература за рубежом: литературно-критические статьи. Сборник 5  / Составители Н. А. Анастасьев, П. М. Топер. — М.: Советский писатель, 1983. — С. 181—222.
- Млечина И. В. Петер Биксель и малая проза // Вопросы литературы. — 1991. — № 1.
- Млечина И. Лихтенштейн, Альфред // Энциклопедический словарь экспрессионизма  / Главный редактор П. М. Топер. — М.: ИМЛИ РАН, 2008. — С. 341—342.